# Gerolamo Mengozzi Colonna
 (octobre 2018).
Si vous disposez d'ouvrages ou d'articles de référence ou si vous connaissez des sites web de qualité traitant du thème abordé ici, merci de compléter l'article en donnant les références utiles à sa vérifiabilité et en les liant à la section « Notes et références ».
Gerolamo Mengozzi Colonna, né à Ferrare en 1686 ou 1688 et mort à Venise le 27 octobre 1774 ou 1772, est un peintre italien, principalement de la quadratura et de fresques.

## Biographie
Né à Ferrare, Gerolamo est l'élève des peintres Antonio Felice Ferrari et Francesco Scala, peintres spécialisés dans la perspective, en Émilie-Romagne.
En 1716, il s'installe à Venise où il entame des collaborations de plus de quatre décennies avec Giovanni Battista Tiepolo et son fils Giandomenico. La même année, il signe un contrat avec Mattia Bortoloni pour décorer à la fresque la Villa Cornaro à Piombino Dese pour le patricien Andrea Cornaro. On présume que les deux derniers artistes ont collaboré à la décoration de la pièce octogonale de la Villa Morosini Vendramin Calergi à Fiesso Umbertiano.
La première collaboration de Mengozzi avec Tiepolo consistait à décorer la salle située au premier étage (1719-1720) de la Villa Baglioni à Massanzago, illustrant le mythe de Phaéton sur les murs et le triomphe de l'Aurore au plafond. 
Il réalise ensuite l'Apothéose de Santa Teresa (1724-1725), sur la voûte d'une chapelle de l'église Santa Maria degli Scalzi. Il a également collaboré avec Tiepolo pour des peintures de l'église des Capucins dans le sestiere de Castello. Lors de ces collaborations, Mengozzi s'occupe des quadratura quand Tiepolo peint les personnages.
En 1726, il continue de travailler avec Tiepolo pour la galerie de l'archevêché et la chapelle du Saint-Sacrement de la cathédrale d'Udine. Cette œuvre a été commandée par le patricien Dionisio Dolfin. Les scènes de fresques du Songe de Jacob, Sacrifice d'Isaac, Hagar dans le désert, Rachel et les idoles, Abraham et les anges et Sarah et l'ange ont toutes été réalisées en collaboration avec Mengozzi.
Avec Tiepolo, Mengozzi a participé à la décoration du palais vénitien de Labia de 1745 à 1747. Le plafond représente Bellérophon sur Pégase en fuite vers la Gloire et l'Éternité, tandis que les murs sont décorés de fresques avec la réunion et le banquet d'Antoine et Cléopâtre. La quadrature peinte encadre les événements.
La contribution de Mengozzi à la fresque de Bellerophon est l'architecture en trompe-l'œil autour des scènes, des portes et de l'encadrement de cet ovale. Pendant la majeure partie des années entre 1720 et 1743, Mengozzi est membre de la guilde des peintres vénitiens. Il se rend à Rome en 1724. Il entra à l'Académie de Saint-Luc et donna des conférences sur la perspective en 1725-1726. De retour à Venise, il devint membre de la nouvelle Académie des beaux-arts de Venise en 1727 et devint professeur en 1766.
Entre 1728 et 1733, il travaille également comme concepteur de paysages, un travail commun pour les quadraturisti. Il peint des décors pour les théâtres de San Samuele et de San Giovanni Grisostomo. Entre 1749-1750, il travaille également avec des ensembles du Teatro Regio de Turin. Il a été employé à la décoration de la Palazzina di Caccia de Stupinigi.